# Heterlimnius divergens
Heterlimnius divergens är en skalbaggsart som beskrevs av Leconte 1874. Heterlimnius divergens ingår i släktet Heterlimnius och familjen bäckbaggar. Inga underarter finns listade i Catalogue of Life.